# Eishockey-Club Villacher Sportverein
L'Eishockey-Club Villacher Sportverein, noto anche come EC VSV, è una squadra di hockey su ghiaccio con sede nella città austriaca di Villaco. Fondata nel 1923 la squadra milita nella EBEL, campionato vinto per sei volte. Il club gioca presso la Villacher Stadthalle.

## Storia
Il club ha cambiato più volte denominazione nel corso della sua storia:
- EC Villacher Sportverein (dal 1923)
- EC BIC VSV (1992-1993)
- EC Villas VSV (anni 1990)
- EC Heraklith VSV (1999-2005)
- EC Pasut VSV (2005-2007)
- EC REKORD-Fenster VSV (2010-2012)
- EC VSV (2012-)

## Palmarès

### Titoli nazionali
- Campionati austriaci: 5

1980-1981, 1991-1992, 1992-1993, 1998-1999, 2001-2002
- Österreichische Eishockey-Liga: 1

2005-2006